# MÁV řada V63
Šestinápravové elektrické lokomotivy řady 630 (staré označení: V63), přezdívané Gigant, jsou nejvýkonnější maďarské lokomotivy domácí výroby.

## Historie
První dva prototypy byly vyrobeny firmou Ganz–MÁVAG v letech 1974–1975. Následovala sériová výroba 56 kusů v letech 1981–1988. Standardní rychlost lokomotiv je 130 a 140 km/h. V roce 1992 bylo 10 lokomotiv upraveno na maximální rychlost 160 km/h.

## Provoz
Lokomotivy 630 jsou nasazovány v osobní i nákladní dopravě na hlavních železničních koridorech. Od roku 1993 zajížděly také do Bratislavy a hlouběji do slovenského vnitrozemí například až do stanic Kúty a Leopoldov. Od GVD 2005/2006 již na slovenské území téměř nezajíždějí. Na síť Správy železnic nebyly nikdy puštěny kvůli velikosti rušivých proudů.

## Dislokace
Lokomotivy byly v roce 2009 dislokovány v těchto depech:
- Budapest-Ferencváros: 630.004 – 007, 630.032 – 037, 630.039 – 042, 630.045 – 049, 630.106, 630.138, 630.143, 630.144, 630.150 – 156

- Nyíregyháza: 630.019 – 024, 630.026 – 031

- Dombóvár: 630.008 – 018, 630.025

## Jména
Některé lokomotivy řady 630 jsou pojmenovány podle maďarských významných osobností:
- 630.138 – Kandó Kálmán
- 630.143 – Baross Gábor
- 630.152 – Kossuth Lajos
- 630.154 – Dr. Verebély László
- 630.155 – Gróf Mikó Imre
- 630.156 – Gróf Széchenyi István

Některé lokomotivy dostaly jména podle měst:
- 630.013: Dombóvár
- 630.017: Celldömölk
- 630.023: Püspökladány
- 630.034: Budapest-Ferencváros
- 630.035: Cegléd
- 630.036: Hatvan
- 630.052: Kiskunhalas

## Galerie

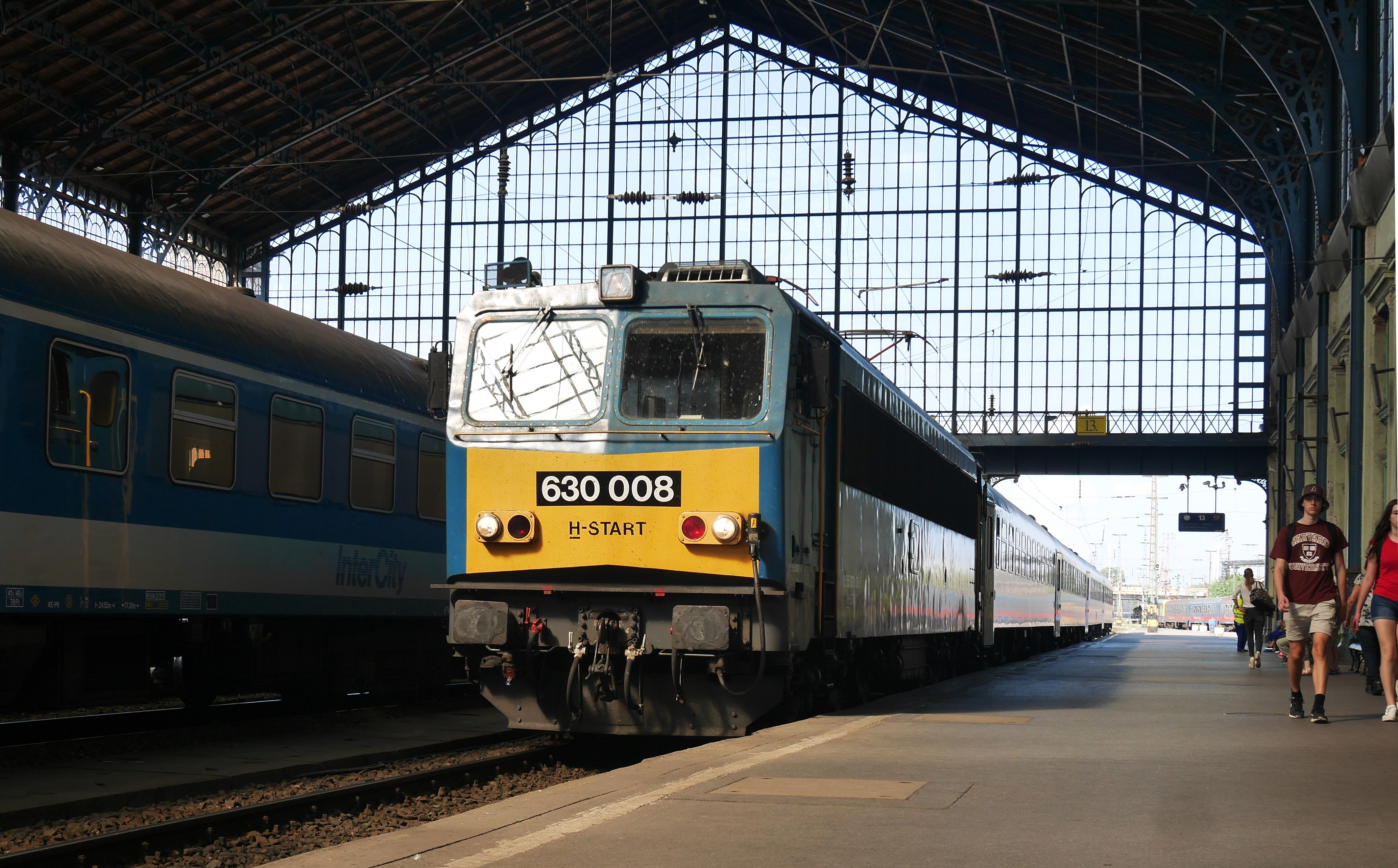
Lokomotiva 630.008 v Budapešti.
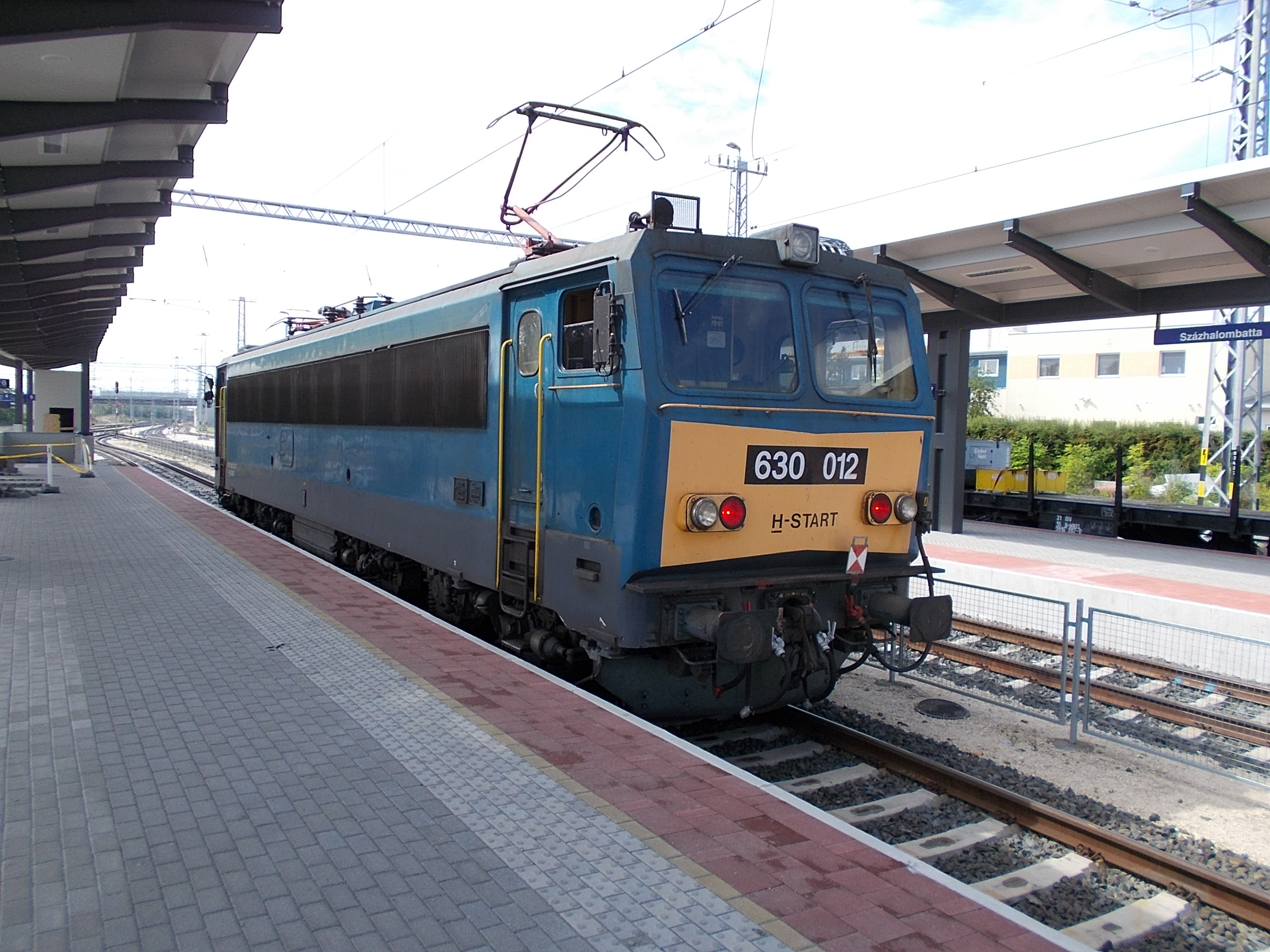
Lokomotiva 630.012 ve stanici Százhalombatta.
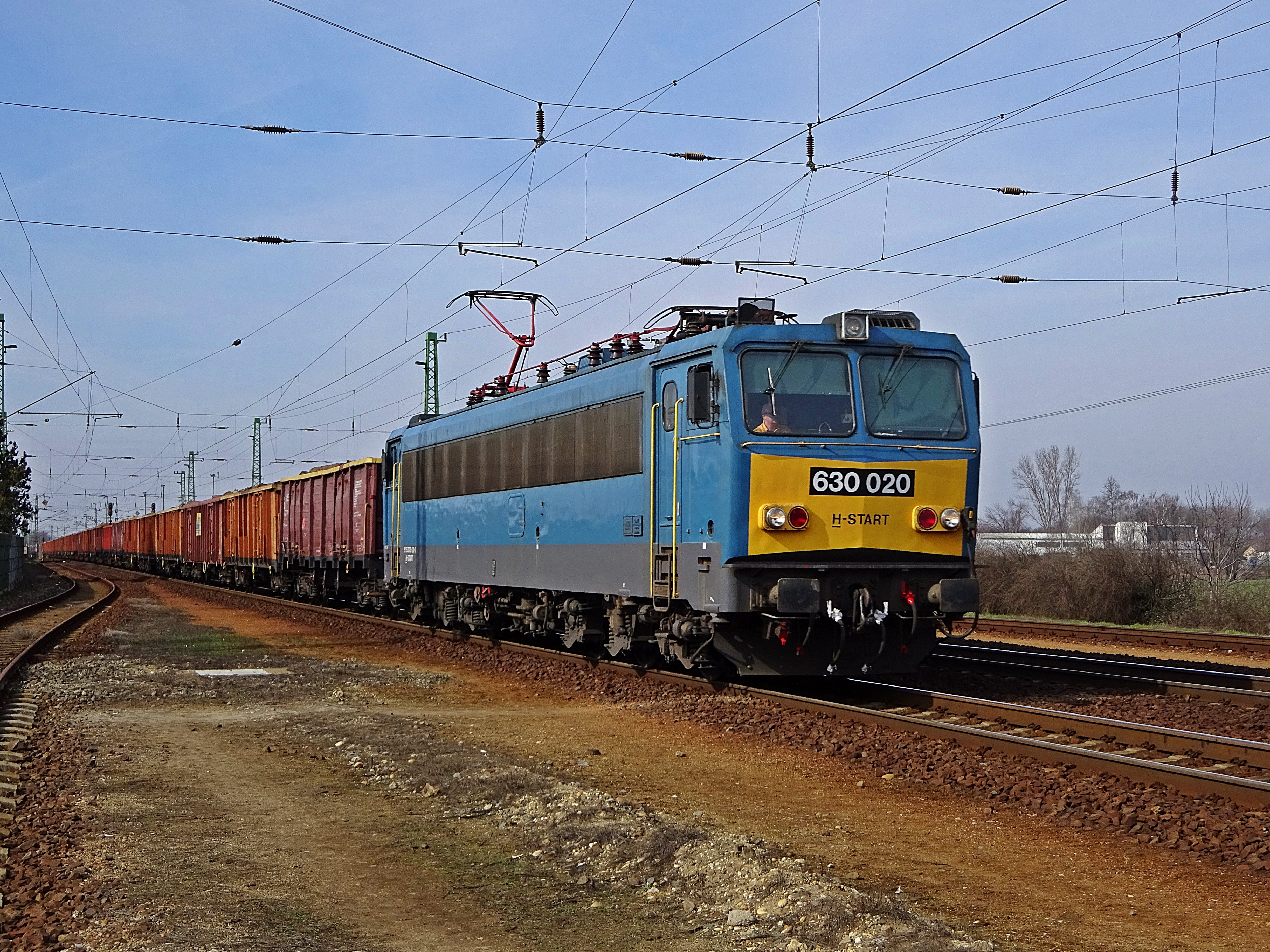
Lokomotiva 630.020 ve stanici Üllő.
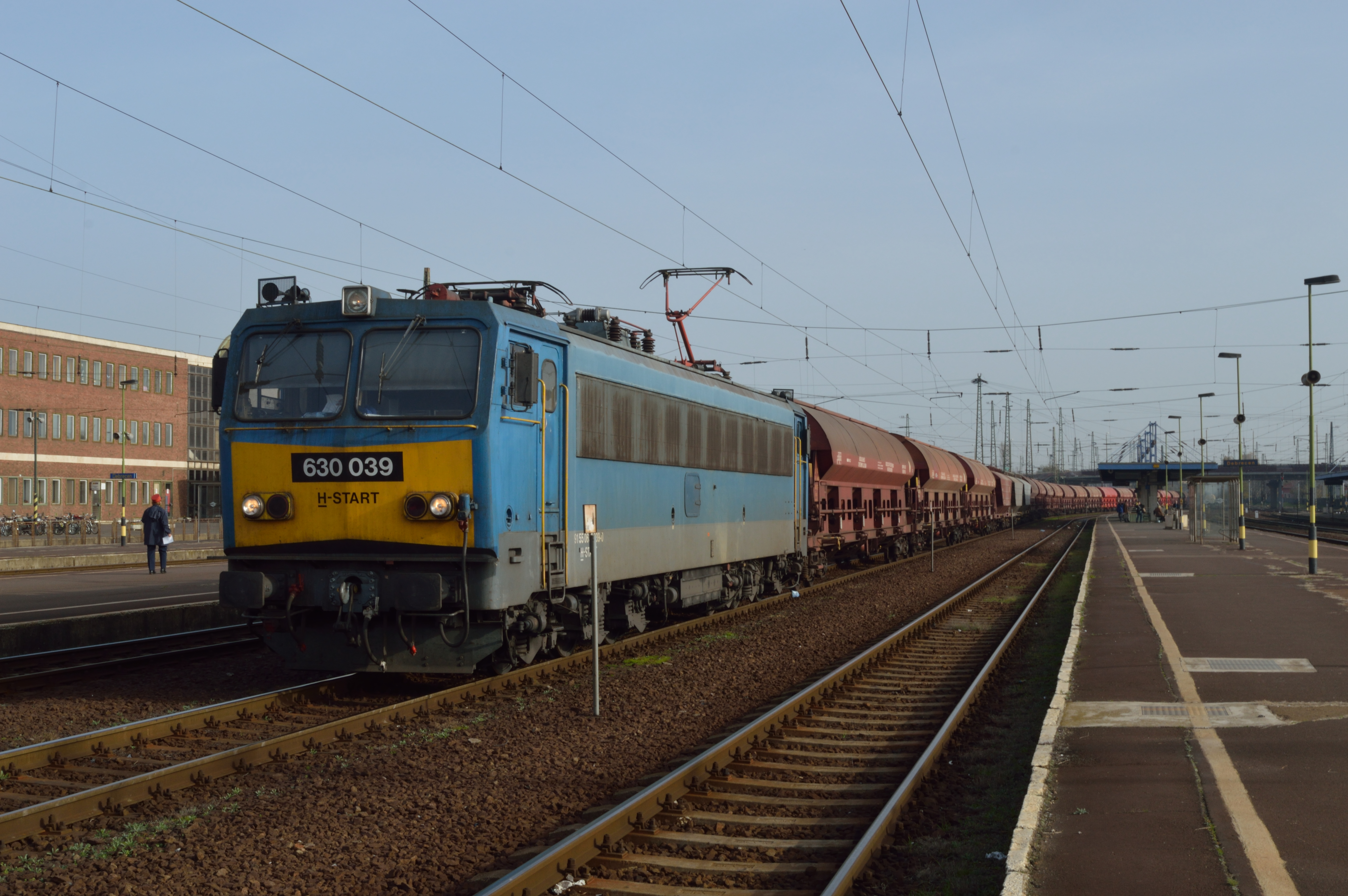
Lokomotiva 630.039 v Debrecíně.
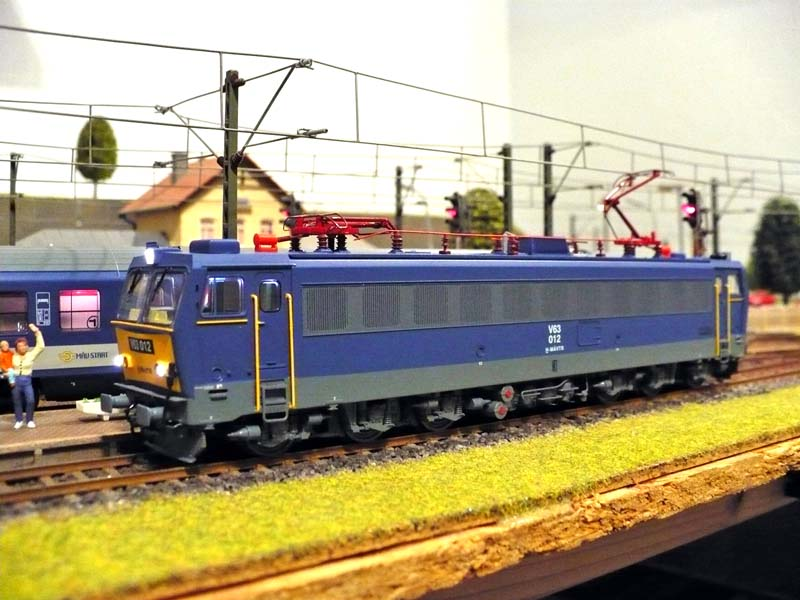
Model lokomotivy V63 ve velikosti H0.